# Список приморских столиц государств

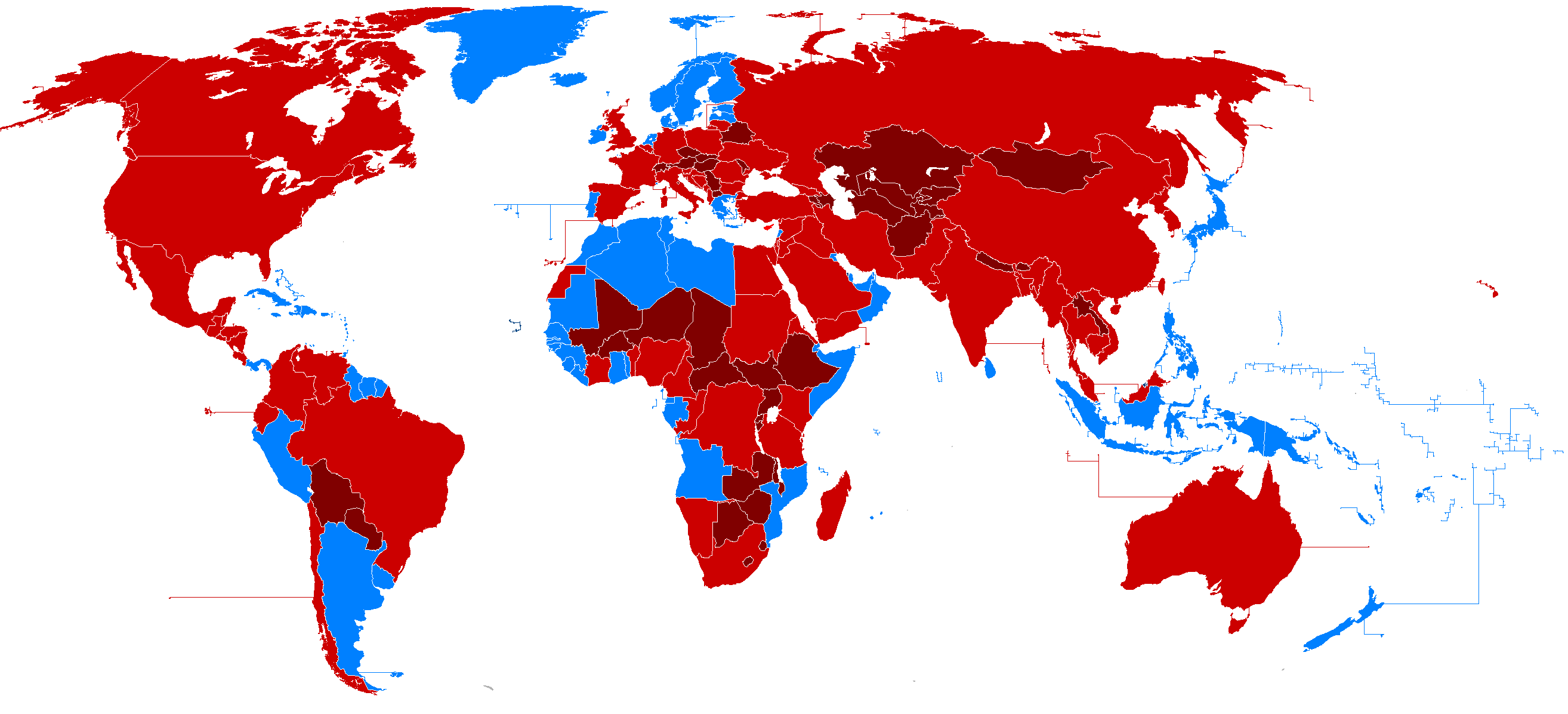
Страны, столица которых находится на побережье
Страны, столица которых не на побережье
Страны без побережья

Список включает названия столиц государств, расположенных на берегу какого-либо моря или океана. Если столица имеет сообщение с морем только по реке или каналу, она в Список не включается. Столица не обязательно должна являться морским портом.

## А
- Абу-Даби
- Аккра
- Алжир
- Апиа
- Амстердам
- Афины

## Б
- Баку
- Бангкок
- Бандар-Сери-Бегаван
- Банжул
- Бастер
- Бисау
- Бриджтаун

## В
- Валлетта
- Веллингтон
- Виктория

## Г
- Гавана

## Д
- Дакар
- Джакарта
- Джибути
- Джорджтаун
- Дили
- Доха
- Дублин

## К
- Кастри
- Кингстон
- Кингстаун
- Конакри
- Копенгаген

## Л
- Либревиль
- Лима
- Лиссабон
- Ломе
- Луанда

## М
- Маджуро
- Малабо
- Мале
- Манама
- Манила
- Мапуту
- Маскат
- Могадишо
- Монровия
- Монтевидео
- Морони

## Н
- Нассау
- Нгерулмуд
- Нуакшот
- Нукуалофа

## О
- Осло

## П
- Паликир
- Панама
- Парамарибо
- Прая
- Порт-Вила
- Порт-Луи
- Порт-Морсби
- Порт-о-Пренс
- Порт-оф-Спейн
- Порто-Ново

## Р
- Рабат
- Рейкьявик
- Рига
- Розо

## С
- Сан-Томе
- Санто-Доминго
- Сент-Джонс
- Сент-Джорджес
- Стокгольм
- Сува
- Сухум

## Т
- Таллин
- Токио
- Триполи
- Тунис

## Ф
- Фунафути

## Х
- Хельсинки
- Хониара

## Ш
- Шри-Джаяварденепура-Котте

## Э
- Эль-Кувейт

## Ю
- Южная Тарава